# Клотилд Куро
Клотилд Куро (на френски: Clotilde Courau) е френска театрална комедийна и филмова актриса, родена на 3 април 1969 г. 

## Брак и потомство
∞ 25 септември 2003 в Рим за Емануил Филиберт Савойски, принц на Венеция и внук на последния крал на Италия Умберто II, от когото има две дъщери:
- Виктория Кристина Аделаида Киара Мария Савойска (* 28 декември 2003, Женева), кралска принцеса на Савоя, принцеса на Кариняно, маркиза на Ивреа
- Луиза Йоанна Агата Гавина Бианка Мария Савойска (* 16 август 2006, Женева), кралска принцеса на Савоя, принцеса на Киери, графиня на Салеми

## Избрана филмография
| година | филм             | оригинално заглавие          | роля   | режисьор        | бележки |
| ------ | ---------------- | ---------------------------- | ------ | --------------- | ------- |
| 1995   | Елиза            | Élisa                        | Соланж | Жан Бекер       |         |
| 1998   | Октоподът        | Le poulpe                    | Черил  | Гийом Никло     |         |
| 2000   | Очи в очи        | En face                      | Мишел  | Матиас Ледо     |         |
| 2000   | Навътре в гората | Promenons-nous dans les bois | Софи   | Лионел Делпланк |         |